# Њанаџивака
Чедомил Вељачић (Загреб, 1915 - Калифорнија, 28. децембра 1997) је један од најзначајнијих представника југословенског будизма у другој половини 20. века. Рођен је 1915. године у Загребу, у којем 1939. године завршава и Филозофски факултет (Загреб).

## Потицаји ка будизму
Вељачић је ужаснут дешавањима у Другом светском рату. У тој атмосфери средином ратног раздобља чита италијански превод Бхагавад Гите који на њега не оставља дубљи утисак. Уз то, Бхагавад Гиту је увек сматрао мање-више ратно-хушкашким делом раног, неуљуђеног и дивљег индијског аријевског племства које оправдава убијање и доминацију. Сличан утисак на њега остављају и дела јудео-хришћанске културе. Због овог разлога већ раније утеху налази у учењима блиским јаинизму и будизму и Гандијевској етици ненасиља.

## Докторирање и предавања
Године 1962. Вељачић докторира с тезом „Компаративно изучавање индијске и европске филозофије“. Следеће године постаје водитељ колегијума азијских филозофија на Одсеку за филозофију Филозофског факултета Свеучилишта у Загребу. У том раздобљу заједно с колегама професорима Радославом Катичићем и Светозаром Петровићем суделује у оснивању студија индологије на загребачком Филозофском факултету.
У раздобљу од 1963. до 1965. борави у Индији као гостујући професор у оквиру индијско-југословенске културне размене и предаје на познатим свеучилиштима у Мадрасу (јужна Индија), Делхију и Шантикетану. Последње је лоцирано у источној Индији, покрајина Бенгал, и свеучилишна је установа основана од стране познатог индијског нобеловца Рабиндраната Тагора). Време које је провео у Индији Вељачић искориштава за даља проучавања индијских филозофија, нарочито будизма, усавршавање језика (санскрита, палија и осталих пракрта, те интензивно превођење неких од темељних индијских филозофских дела, као и за писање компаративних студија источних и западних филозофија.
По властитим речима згрожен је светом, правом Сартреовском мучнином, и у њему тиња искра жудње за будистичким повлачењем из света. Младалачка згроженост над насиљем и људским злочинима, је код Вељачића основа која је касније потакнута даље са гађењем ка конзументском материјализму социјализма и капитализма подједнако. Додатно га одбија и најезда хипија са „дивљег запада“, како га је називао, чију је масовну навалу „у трагању за смислом живота“ лично посведочио у Индији током 60-их година.

## Повлачење у будистички храм
С таквим погледима на свет Вељачић почетком 1966. године одлази у Шри Ланку и испуњава свој сан о заређивању у будистички теравадски просјачки ред. Након две године приправништва 1968. године је потпуно заређен и узима монашко име Бхиккху (монах, просјак) Нана-јиивако (који живи знање).
У осами пише своја главна дела и небројене чланке, писма, критике, и осврте. Пише и објављује на енглеском, хрватском, и немачком језику. Одлазак у монахе Вељачићу даје својеврсну ауреолу легендарног и мистичног јунака или свеца. И даље има значајну академску активност у југословенским и западним академским круговима, упркос удаљености и боравку у Шри Ланки. Са Шри Ланке се Вељачић, упркос сталном запиткивању знатижељних с подручја Југославије, никада није вратио.

## Писање
Чедомил Вељачић ускоро постаје и наш најпознатији популарни представник будизма и уопште источних филозофија. У раздобљу друге половине 20. века постао је најпознатије име домаће филозофске индологије, и најплоднији домаћи писац на том подручју. Покренуо је многе људе и изван академских кругова на трагање за смислом у оквиру будизма и осталих источних филозофија. Иако у осами на удаљеној Шри Ланки, Вељачић је тиме постао најпознатији мисионар будизма у Југославији.
Под његовим утицајем и вођством настављају деловати позната имена домаће филозофске индологије, од којих је најпознатија свакако Рада Ивековић, тадашња професорка загребачког Филозофског факултета, која је уз Вељачића постала најплоднија домаћа ауторка компаративних студија и преводилац бројних источних (посебно будистичких) филозофских дела.

## Крај живота
Остаје све до 1989. године на „пустињачком отоку“ по сопственим речима. Тада му се здравље погоршава, а ратна збивања која су толико снажно обележила његову младост га сустижу у облику грађанског рата и на његовој пустињачкој Шри Ланки. Тако на наговор своје ћерке Сњежане Апникар, с којом је иначе радио на истраживању остатака јаинске културе у предисламској Арабији, прелази живети у САД где је последње године живота провео у махауанском манастиру Десет хиљада Буда у Калифорнији. Ту мирно умире 28. децембра 1997. године.